# Cryptocarya kurzii
Cryptocarya kurzii är en lagerväxtart som beskrevs av Joseph Dalton Hooker. Cryptocarya kurzii ingår i släktet Cryptocarya och familjen lagerväxter. Inga underarter finns listade i Catalogue of Life.